# Łeba
Łeba [ˈwɛba] (kasjubiska: Leba; tyska: Leba in Pommern) är en hamnstad i Pommerns vojvodskap i norra Polen.